# Pogoriełowka (obwód kurski)
Pogoriełowka (ros. Погореловка) – wieś (ros. деревня, trb. dieriewnia) w zachodniej Rosji, w sielsowiecie gorodienskim rejonu lgowskiego w obwodzie kurskim.

## Geografia
Miejscowość położona jest nad Sejmem, 7 km od centrum administracyjnego sielsowietu (Gorodiensk), 14 km na wschód od centrum administracyjnego rejonu (Lgow), 51 km na południowy zachód od Kurska, 4 km od drogi regionalnego znaczenia 38K-017 (Kursk – Lgow – Rylsk – granica z Ukrainą) – część trasy europejskiej E38.
We wsi znajdują się 163 posesje.
Klimat
Miejscowość, jak i cały rejon, znajduje się w strefie klimatu kontynentalnego z łagodnym ciepłym latem i równomiernie rozłożonymi opadami rocznymi (Dfb w klasyfikacji klimatów Köppena).

## Demografia
W 2010 r. wieś zamieszkiwało 127 osób.